# Шове, Патрисия
Патри́сия Шове́-Блан (фр. Patricia Chauvet-Blanc; род. 11 мая 1967, Вильнёв-Сен-Жорж) — французская горнолыжница, специалистка по слалому. Представляла сборную Франции по горнолыжному спорту в 1987—1998 годах, серебряная призёрка чемпионата мира, победительница этапа Кубка мира, трёхкратная чемпионка французского национального первенства, участница четырёх зимних Олимпийских игр.

## Биография
Патрисия Шове родилась 11 мая 1967 года в городе Вильнёв-Сен-Жорж департамента Валь-де-Марн, Франция.
В 1985 году вошла в состав французской национальной сборной и выступила на чемпионате мира среди юниоров в Чехословакии, где заняла 12 место в гигантском слаломе и 25 место в скоростном спуске.
Начиная с 1987 года выступала на взрослом уровне, в частности дебютировала в Кубке мира — уже в дебютном сезоне дважды попала в число призёров, завоевав в слаломе серебряную и бронзовую медали.
Благодаря череде удачных выступлений удостоилась права защищать честь страны на зимних Олимпийских играх 1988 года в Калгари — в слаломе по сумме двух попыток расположилась в итоговом протоколе на 14 строке.
На чемпионате мира 1991 года в Зальбах-Хинтерглеме оказалась в слаломе седьмой.
Находясь в числе лидеров горнолыжной команды Франции, благополучно прошла отбор на домашние Олимпийские игры в Альбервиле — на сей раз выступила лучше, показав в слаломе шестой результат.
В 1993 году одержала первую и единственную победу в Кубке мира, обойдя всех соперниц на этапе в австрийском Хаусе. При этом на мировом первенстве в Мориоке попасть в число призёров не смогла, стала в слаломе лишь седьмой.
В 1994 году отправилась представлять страну на Олимпийских играх в Лиллехаммере, стартовала в слаломе, но провалила первую попытку и не показала никакого результата.
В 1996 году побывала на чемпионате мира в Сьерра-Неваде, откуда привезла награду серебряного достоинства, выигранную в слаломе — пропустила вперёд только титулованную шведку Перниллу Виберг. Год спустя на аналогичных соревнованиях в Сестриере также была близка к призовым позициям, став в той же дисциплине четвёртой.
Соревновалась в слаломе на Олимпийских играх 1998 года в Нагано, однако в первой же попытке не смогла финишировать. Вскоре по окончании этой Олимпиады приняла решение завершить карьеру спортсменки.
В течение своей спортивной карьеры Шове в общей сложности 12 раз поднималась на подиум Кубка мира, в том числе имеет в послужном списке одну золотую медаль, четыре серебряные и семь бронзовых. Ей так и не удалось завоевать Хрустальный глобус, но в одном из сезонов она была в слаломе третьей. Наивысшая позиция в общем зачёте всех дисциплин — седьмое место. Является, помимо всего прочего, трёхкратной чемпионкой Франции по горнолыжному спорту.